# Лабрадорска струја
Лабрадорска струја је хладна струја Атлантског океана. Полази из Бафиновог залива дуж обале полуострва Лабрадора, настајући од Бафинове струје. Код Њуфаундленда се састаје са Голфском струјом и понире испод њених топлих вода. Контакт водених маса различитих термичких особина повољно утиче на развој организама. Мали део арктичких вода провлачи се између обале и Голфске струје стварајућу тзв. хладни зид. 
Температура површинског слоја воде Лабрадорске струје износи у јануару од –1 до 5°, а у јулу од 2—10 °C. Брзина је 1—2 km/h, а салинитет 27‰. Лабрадорска струја носи гренландске ледене брегове.